# Anjad
Anjad é uma vila e uma nagar panchayat no distrito de Barwani, no estado indiano de Madhya Pradesh.

## Geografia
Anjad está localizada no Vale Narmada, em 22° 02′ N, 75° 03′ L. Tem uma altitude média de 151 metros (495 pés).

## Demografia
Segundo o censo de 2001, Anjad tinha uma população de 22 890 habitantes. Os indivíduos do sexo masculino constituem 51% da população e os do sexo feminino 49%. Anjad tem uma taxa de literacia de 59%, inferior à média nacional de 59,5%; com 58% para o sexo masculino e 42% para o sexo feminino. 16% da população está abaixo dos 6 anos de idade.